# Camellia hekouensis
Camellia hekouensis là một loài thực vật có hoa trong họ Theaceae. Loài này được C.J.Wang & G.S.Fan mô tả khoa học đầu tiên năm 1988.